# Секунда (альбом)
«Секу́нда» — третий альбом проекта Евгения Гришковца и «Бигуди», выпущенный в 2007 году на лейбле «Снегири».
На этом альбоме вокальная манера Гришковца изменилась. Он подаёт свои высказывания другим тембром, более мелодичным. На альбоме имеется перевес в сторону акустического звучания, в его записи принял участие струнный квартет и другие приглашённые музыканты.
Евгений так отзывается об альбоме:

Альбом «Секунда» с точки зрения музыки гораздо более индивидуальный, авторский, композиторский, чем все остальные, он очень точно проработан по всем партиям и деталям и даже в этом смысле стал в хорошем смысле немногословным. Максим перестал стесняться ясной красоты аранжировок, не мельчит со звуком, а выдает такой объемный, красивый, выпуклый звук.
Приглашенные музыканты участвуют в проекте в первую очередь потому, что им нравится это делать, это музыканты высокого уровня, с большим опытом, обладающие концертным драйвом и умеющие подавать музыку

## Список композиций
1. Улица
2. Секунда
3. Зеленые глаза
4. Не молчи
5. Год без любви
6. Ты засыпаешь
7. Песня (feat. Renārs Kaupers)
8. Kissms
9. Опять глаза
10. Ночь первого снега